# Museu de Troia
El Museu de Troia és un dels museus de Turquia. És al jaciment arqueològic de Troia. Fou inaugurat al març de 2018 i començà a rebre visitants a l'octubre d'aquest any.

## Exposició
El museu conté una col·lecció d'objectes arqueològics de l'antiga ciutat de Troia i d'altres àrees circumdants de la regió de Tròade. S'hi troben eines, escultures, inscripcions, sarcòfags, ornaments, monedes, joies, armes i recipients metàl·lics, de ceràmica i vidre. Algunes de les peces han estat traslladades des d'altres museus, com del de Çanakkale.
L'exposició es divideix en àrees temàtiques:
En una s'explica els mètodes de datació de l'arqueologia. Una altra presenta la història de les diverses campanyes d'excavacions que s'han dut a terme al jaciment arqueològic de Troia.
Una altra està dedicada a l'arqueologia de la zona de Tròade i les illes properes, on s'exposen dades històriques, geogràfiques i de les excavacions, així com troballes dels assentaments antics d'Alexandria de Tròade, Assus, Lapseki, Bozcaada, Pàrion, Esminteu, Timbra, Tavolia i Imbros. És destacable una àmfora de bronze del s. IV ae procedent de Pàrion, que té una representació d'una dansa dionisíaca. També són singulars unes figuretes de terracota de músics i dansants, també del s. IV ae, procedents d'Assus. Hi ha una estàtua fragmentària d'un curos del s. VI ae, un sarcòfag del s. V ae amb una representació d'una escena de caça i una estàtua de terracota d'Afrodita —coneguda com l'«Afrodita de Dàrdans»— del s. I ae.
Hi ha també una secció dedicada a les joies d'or de Troia, des de l'edat del bronze fins a època romana, on també hi ha puntes de fletxa de les excavacions. Algunes de les joies procedeixen del Museu d'Arqueologia de la Universitat de Pennsilvània i altres restaren a Turquia després de les excavacions d'Heinrich Schliemann.
Una altra secció exposa informació i peces arqueològiques dels primers assentaments a Troia, entre les quals hi ha diverses eines.
La secció dedicada a l'edat del bronze a Troia exposa aspectes relacionats amb la vida quotidiana i la importància de la ciutat en aquesta època històrica, i les circumstància de la seua destrucció al final d'aquest període. Es descriuen les diferents capes estratigràfiques d'aquest període, en què les fases més destacades corresponen a Troia II, Troia VI i Troia VII. Peces remarcables d'aquesta secció són una tauleta amb la inscripció de l'anomenat tractat d'Alaksandu, del s. XIII ae, un singular segell luvi i una estela de pedra amb la representació d'una espècie de casc i una arma.
D'altra banda, hi ha molts exemples de peces de terrissa trobades a Troia al llarg de tota la seua història.
Una altra part es dedica al període de transició entre l'edat del bronze i l'època clàssica. Ací s'expliquen les destruccions esdevingudes a la zona al començament de l'edat del ferro. S'hi exposen peces de ceràmica i de ferro.
Una altra secció es dedica a la Guerra de Troia. S'hi s'exposen peces relacionades amb aquest fet mític, així com la importància de la tradició oral, la seua influència en la literatura, les creences, la política, el cinema, l'art i altres aspectes relacionats. Entre els objectes exposats hi ha l'anomenat «sarcòfag de Políxena» i estàtues d'emperadors romans.
També hi ha un sector dedicat a l'època romana i al terratrèmol que arrasà l'assentament.
La secció dedicada a la Tròade durant l'època de l'Imperi Otomà exposa informació sobre els assentaments otomans a la zona, els seus aspectes culturals i la importància de l'estret de Dardanels durant aquesta època.
Al jardí del museu s'exhibeixen sarcòfags, elements arquitectònics i esteles funeràries.

## Galeria d'imatges

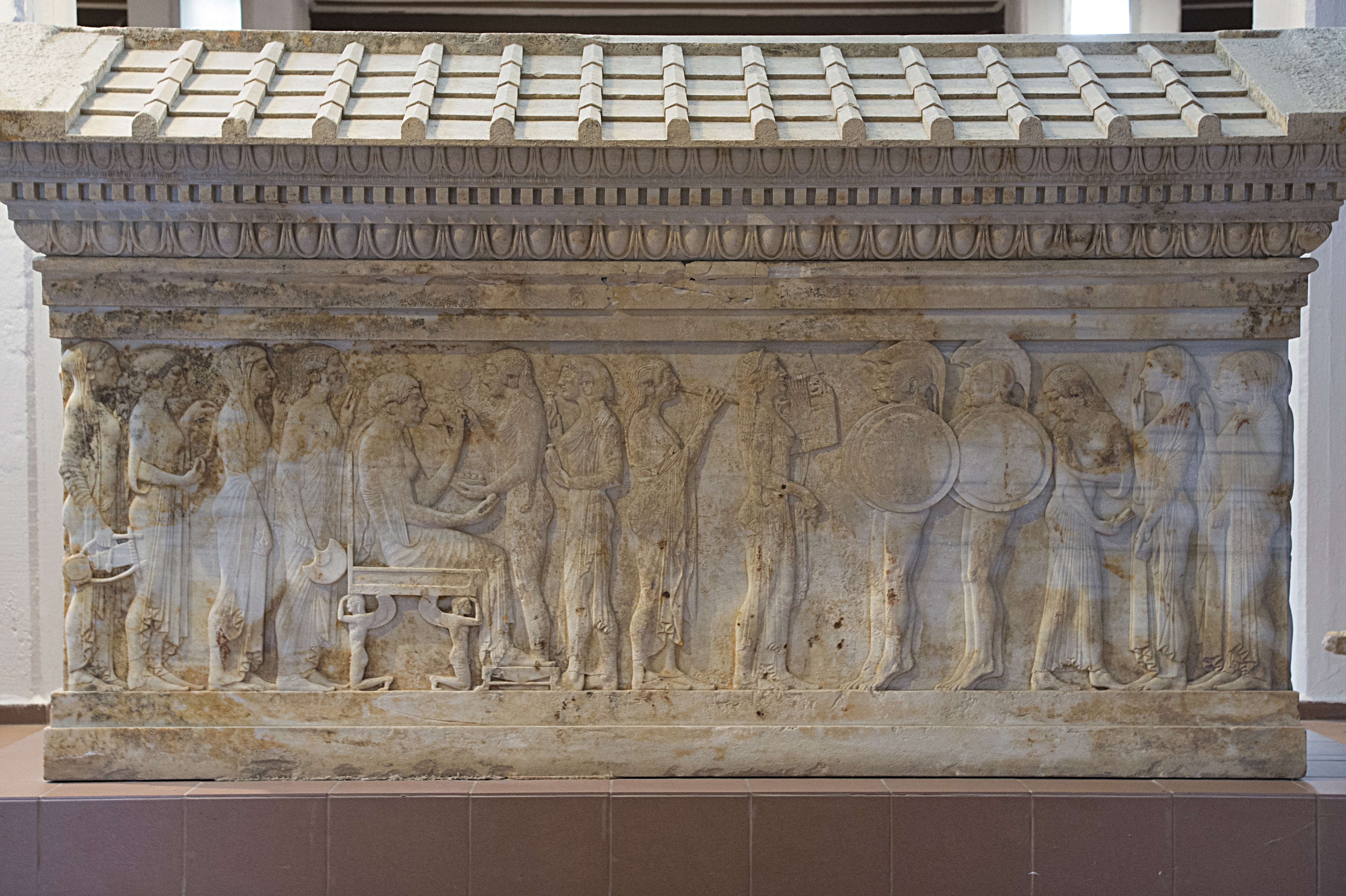
Sarcòfag amb escena del sacrifici de Políxena davant el túmul d'Aquil·les
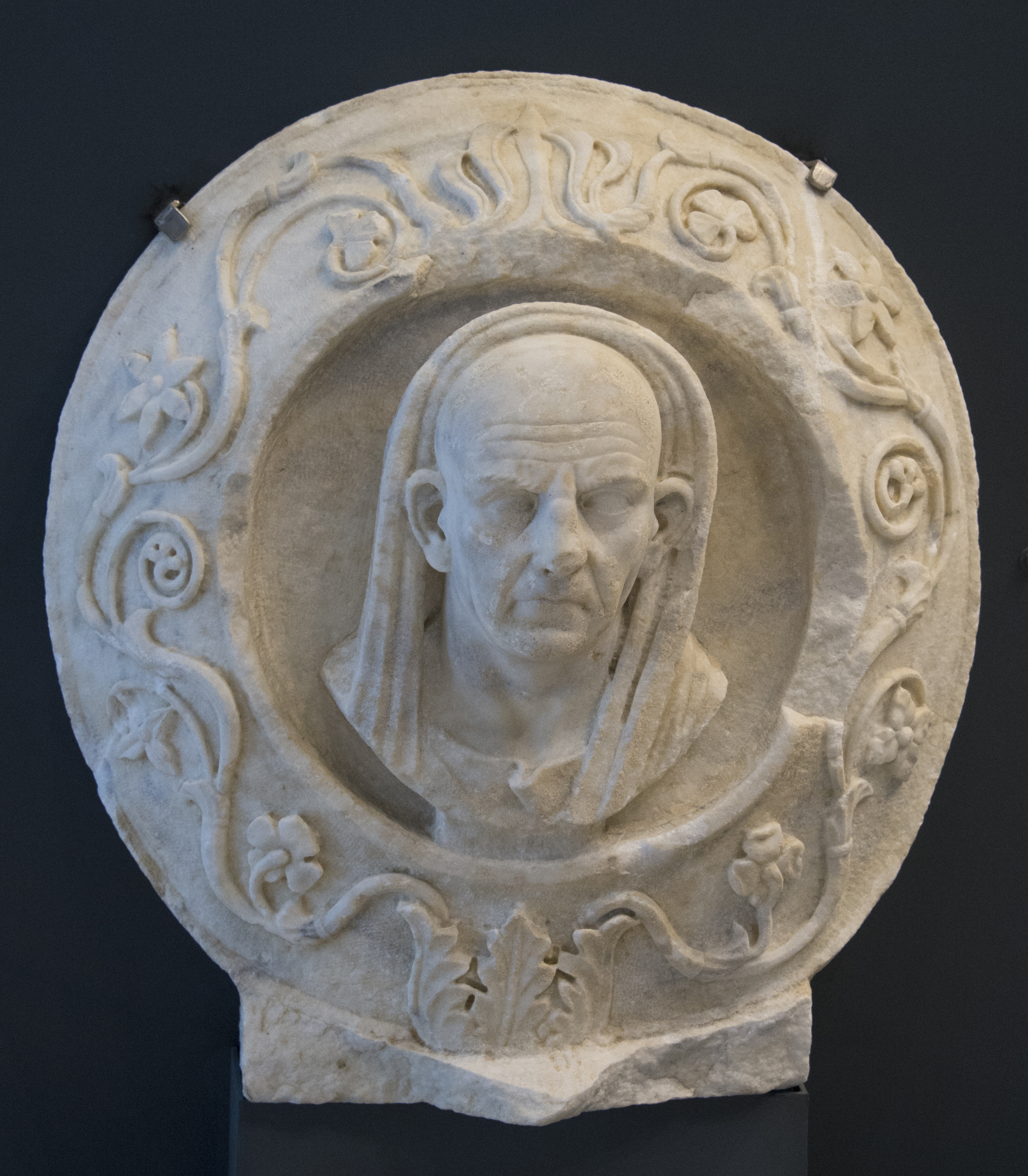
Medalló d'època romana
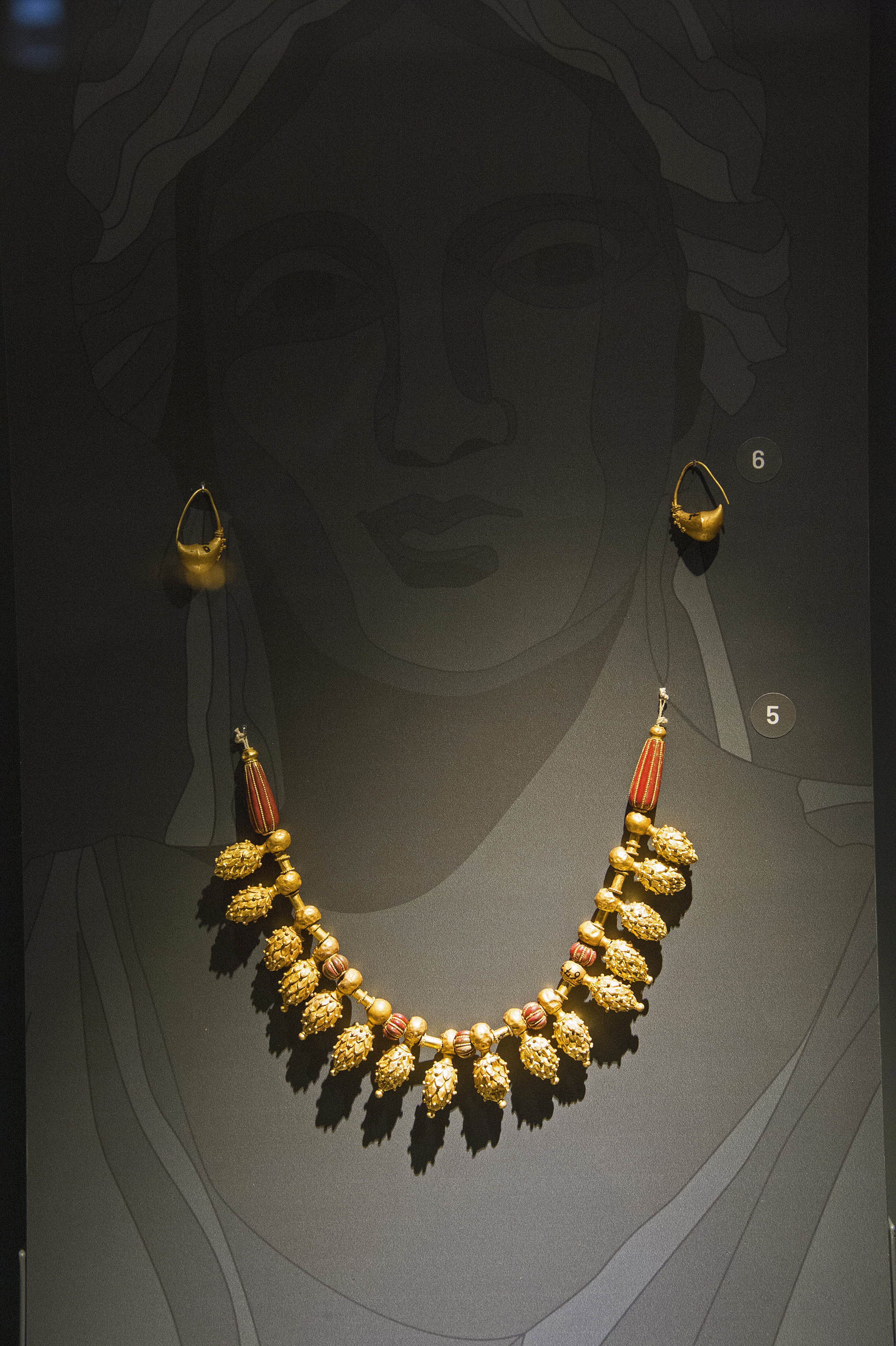
Joies
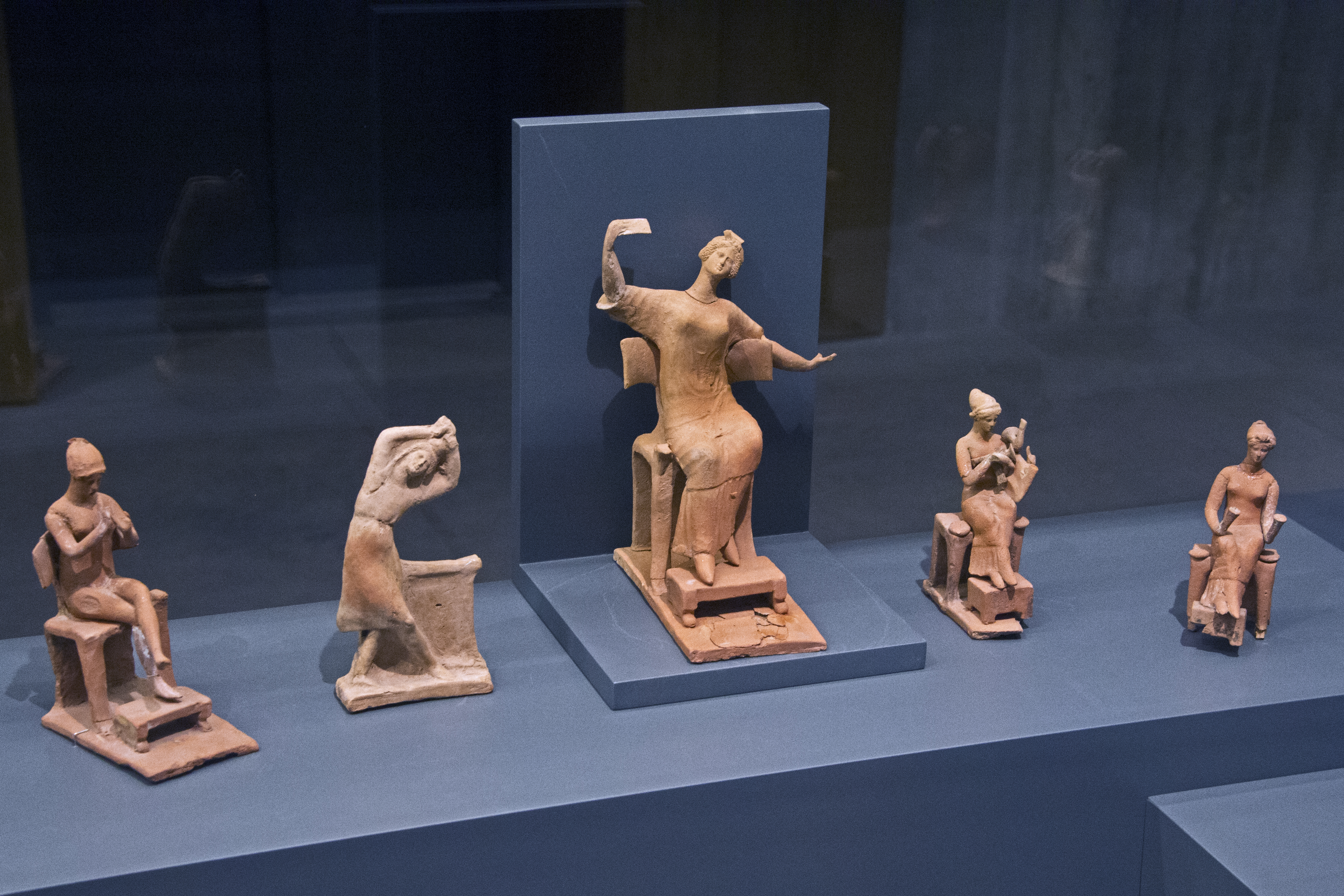
Figuretes de músics del s. IV ae